# Доляни-Жумберацькі
45°43′ пн. ш. 15°17′ сх. д. / 45.71° пн. ш. 15.29° сх. д.
Доляни-Жумберацькі (хорв. Doljani Žumberački) — населений пункт у Хорватії, у Карловацькій жупанії у складі міста Озаль.

## Населення
Населення за даними перепису 2011 року становило 21 осіб.
Динаміка чисельності населення поселення: